# Tammo (vid Sorpo, Pargas)
Tammo är en ö i Finland. Den ligger i Skärgårdshavet nära ön Sorpo i kommunen Pargas i den ekonomiska regionen  Åboland i landskapet Egentliga Finland, i den sydvästra delen av landet. Ön ligger omkring 35 kilometer söder om Åbo och omkring 150 kilometer väster om Helsingfors.
Öns area är 2,06 kvadratkilometer och dess största längd är 2,5 kilometer i sydväst-nordöstlig riktning. Ön höjer sig omkring 45 meter över havsytan.